# 徐達墓

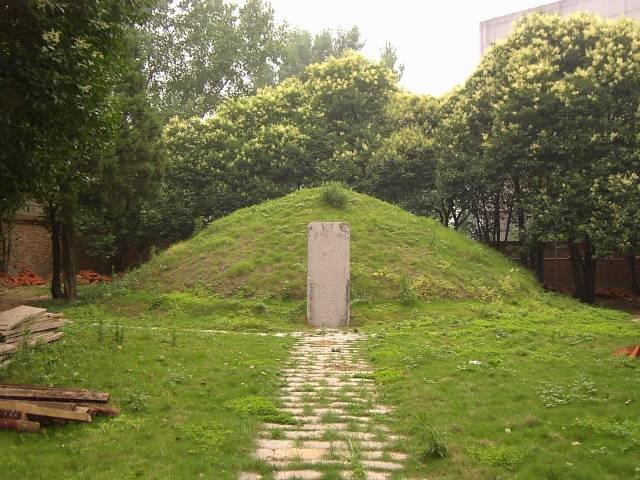
墓碑

徐達墓（じょたつぼ）は、中華人民共和国江蘇省南京市玄武区に位置しており、紫金山の麓の太平門から少し離れた場所に位置する墓。明・清王朝の皇帝墓群を成す明孝陵周辺の功臣墓群の1つとして世界遺産にも登録されている。近くには李文忠墓もある。
徐達は濠州出身。字は天徳。郭子興軍時代から朱元璋に従い各地を転戦し、1367年に始まる北伐では征虜大将軍に任じられて大都を攻め落とし戦功を挙げ、後に右丞相・太子少傅・副将軍とされて軍部の筆頭とされた。しかし、朱元璋に粛清の対象とされ徐達が病に臥せっているときに禁忌とされる鵞鳥を贈られたことで朱元璋に死を望まれていることを悟り、後に死去する。自殺との説もある。死後、中山王に封じ明建国の筆頭功臣とした。

座標: 北緯32度04分40秒 東経118度49分04秒 / 北緯32.07781度 東経118.81776度